# Ameland

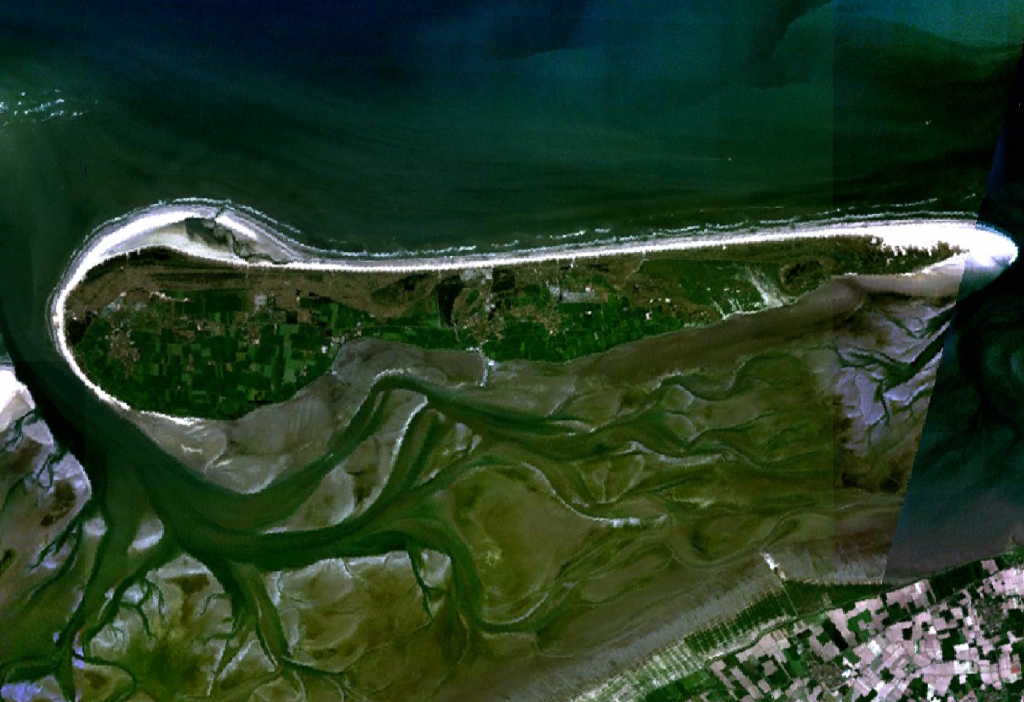
Ameland a világűrből

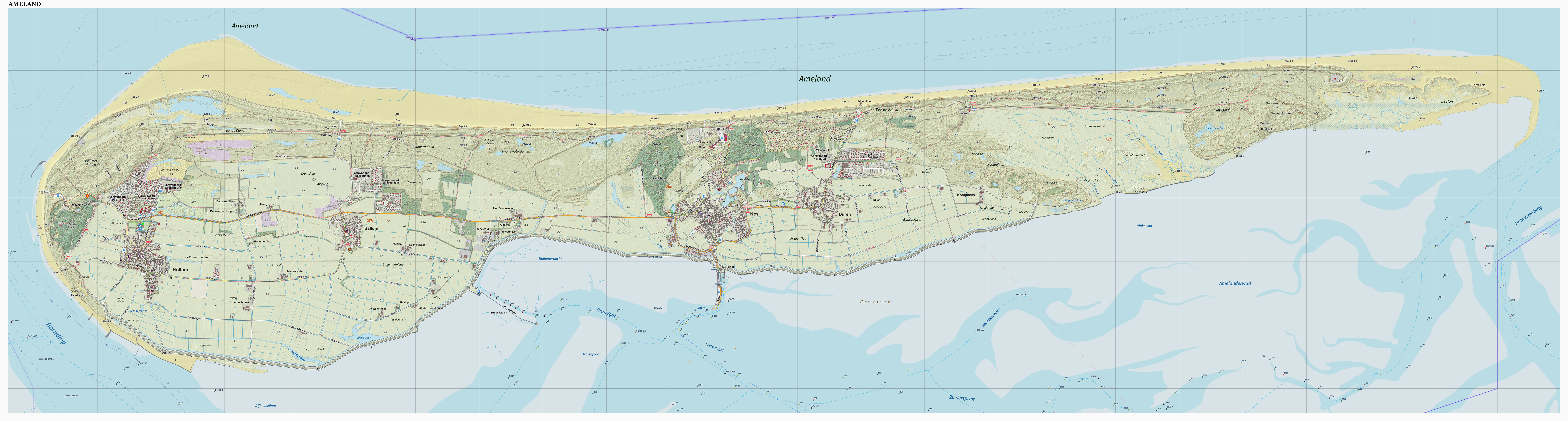
Ameland sziget, illetve község rendkívül részletes topográfiai térképe

Ameland hollandiai község Hollandiában, Frízföld tartományban. Lakosainak száma 3746 fő (2021. január 1.).  A község egyben a Fríz-szigetek nyugatról számított negyedik lakott szigete.

## Történelme
A sziget területe geológiailag fiatal. A tenger építő és romboló tevékenysége hozta létre és azóta is formálja az alakját, felszínét.
Első említése a 8. századból való (Insula que dictur Ambla). A 9. században kolostort építettek a szigeten, aminek az egész terület a tulajdonába került. A kolostort 1109 körül áttelepítették a fríz szárazföldre, Ferwerd faluba, és így vele együtt a sziget is Ferwerderadiel község része lett. Később többször gazdát cserélt a holland feudális nagyurak közötti küzdelmek során. A 18. században az Oranje-Nassau királyi család birtokába került. A holland uralkodók azóta is viselik az „Ameland ura” címet.
A francia uralom idején eltörölték a feudális tulajdonjogokat, és Ameland a Batáv Köztársaság, ezen belül az Ems folyóról elnevezett departement része lett. A franciák távozása után az Egyesült Holland Királyság idején csatolták a szigetet Frízföldhöz.
A községi közigazgatási rendszer bevezetése után Ameland önálló község lett.
Az 1870-es évek elején óriási költséggel gátat építettek a sziget és a szárazföld között, hogy más holland vidékekhez hasonlóan, itt is kiszárítsák a tenger egy részét, termőföld nyerése céljából. 1882-ben azonban a téli viharok elsodorták a gátat és le is mondtak a helyreállításáról.
A második világháborúban a németek az Atlanti fal részeként kezelték. A szövetségesek azonban itt egyáltalán nem indítottak támadást. A helyi német csapatok csak jóval a kapituláció után, 1945 június 3-án adták meg magukat.

## Földrajza
Ameland Schiermonnikoog, Het Bildt, Dongeradeel, Terschelling, Waadhoeke és Noardeast-Fryslân községekkel határos.
A Fríz-szigetek alkotják a határvonalat az Északi-tenger és a Watt-tenger között. Nyugatra a Borndiep szoros választja el Terschelling szigetétől, keletre a jó időben szabad szemmel is látható Schiermonnikoog következik a Fríz-szigetek sorában.
Ameland túlnyomórészt homokdűnékből áll. A sziget keleti része természetvédelmi terület. A partvonal hossza 27 km, a kerékpárutaké 100 km.

### Közigazgatási beosztása
A szigeten négy falu található: Hollum, Nes, Buren és Ballum. Korábban még egy falu létezett a szigeten, Sier, azonban a tenger elmosta. Hollum faluban áll a sziget legrégebbi épülete, 1516-ból.
Forrás: CBS 2004-01-01

## Kultúra
A szigeten nem fríz nyelven, hanem helyi, amelands nevű dialektusban beszélnek, ami a stadsfries nyelvhez hasonlít. Ez a helyi nyelv, más kisebb dialektusok sorsától eltérően, a 21. század elején is élénken használatos a lakosság körében.
A sziget hangulata számos művészt megragadott és sokan választották azt lakóhelyül. 1996 óta minden évben Amelandi művészeti hónapot rendeznek, amikor a művészek mintegy 30 helyszínen állítják ki festményeiket, kerámiáikat és más alkotásaikat.

## Látnivalók
A sziget falvaiban három múzeum és több mint száz országos szintű műemlék található.

## Testvértelepülések
- Kleve

## Fordítás
- Ez a szócikk részben vagy egészben a Ameland című holland Wikipédia-szócikk ezen változatának fordításán alapul.  Az eredeti cikk szerkesztőit annak laptörténete sorolja fel. Ez a jelzés csupán a megfogalmazás eredetét és a szerzői jogokat jelzi, nem szolgál a cikkben szereplő információk forrásmegjelöléseként.